# Rilievo funerario di Batmalkû
Il rilievo funerario di Batmalkû e del figlio Hairan è una lastra funeraria, scolpita ad altorilievo, che era stata posta a chiusura di un loculo di un defunto in una tomba non identificata delle necropoli della città di Palmira, in Siria. Si trova attualmente nel Museo delle Civiltà di Roma e vi era giunto dal Museo nazionale d'arte orientale Giuseppe Tucci. Di questo rilievo, proveniente dal mercato antiquario, non è possibile identificare né la localizzazione né la tipologia della sepoltura.
L'opera è recensita nella scheda ex inv. MNAO 6011 6827 del catalogo del Museo delle civiltà e al numero MNAO001 nel catalogo del Palmyra Portrait Project dell'Università di Aarhus in Danimarca.
La lastra è una stele funeraria, in aramaico NPŠ (= io, anima; dall'ebraico nefeš); questo termine non  indica solo una funzione decorativa o di semplice identificazione del luogo di sepoltura, ma è la rappresentazione dell'immagine del defunto, sicuramente presente nel loculo, a cui rimane legata l'anima e che ne permetteva il ricordo tra i membri viventi della famiglia.
La stele fu esposta per la prima volta alla fine del XIX secolo a Parigi presso la sede dell’antiquario e collezionista Félix-Bienaimé Feuardent; successivamente nel 1910, sempre a Parigi, il Conte Grigorij Sergeevič Stroganov la acquistò in una vendita, curata dallo stesso Feuardent, presso l'antiquario Hofmann.

Tornato a Roma, il conte Stroganov la colloca nella Sala dei Marmi del suo Palazzo romano in via Sistina.

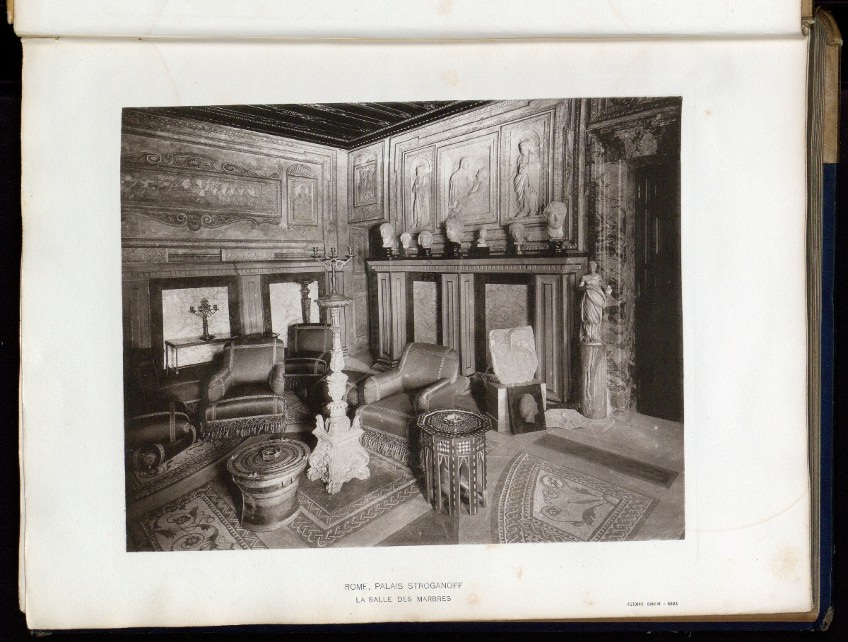
La sala detta dei Marmi nel Palazzo del Conte Stroganoff in Via Sistina, a Roma

Nello stesso anno, Stroganov muore a Parigi senza lasciare un testamento; Il console russo a Roma, Georgij Parmenovič (Paramonovič) Zabello istituisce una commissione per l'assegnazione e  la distribuzione delle sue opere. Lo affiancano in questo lavoro funzionari del consolato e, in qualità di esperto e in rappresentanza del Ministero della pubblica istruzione, Antonio Muñoz, storico dell'arte, amico personale e consigliere del Conte. La distribuzione viene realizzata basandosi su note manoscritte del defunto e sulle testimonianze del suo personale di servizio. La dispersione della collezione, conosciuta anche oltre i confini della città di Roma, ha rappresentato all'epoca un'ingente perdita per il patrimonio culturale della città e per l'Italia intera e suscita aspre polemiche.
In pochi anni tutta la collezione viene smembrata. Infine, nel febbraio del 1921, la Principessa Marija Grigor'evna Scherbatova, figlia del Conte, in qualità di tutrice dei propri figli, indicati nei documenti semplicemente come eredi Stroganoff, vende all'antiquario Giuseppe Sangiorgi gli ultimi pezzi. Rimasta ancora nella residenza del Conte, la stele passa allora nella collezione di Antonio Muñoz; infine alla morte di quest'ultimo, nel 1960, i suoi eredi la vendono alla stessa casa Sangiorgi.
Nel 1971 lo Stato italiano la acquista  e la destina alle collezioni del Vicino Oriente del Museo nazionale d'arte orientale Giuseppe Tucci situato nel Palazzo Brancaccio in Via Merulana a Roma. Al momento dell'acquisizione il funzionario restauratore del museo, Enzo Pagliani, la sottopone ad analisi di laboratorio, che ne accertano l'originalità delle colorazioni.
Nel 2016 viene creato il Museo delle Civiltà, istituto dotato di autonomia speciale con sede all'EUR, destinato a contenere, accanto ai musei già presenti nei palazzi situati intorno al Piazzale Guglielmo Marconi anche il Museo d'arte orientale, le cui collezioni vengono trasferite negli anni 2016-2017 nel Palazzo delle Scienze che già ospitava il Museo nazionale preistorico etnografico Luigi Pigorini ed il Museo dell'Alto Medioevo.

## Identificazione dei personaggi
I due personaggi rappresentati sulla stele, Batmalkû e suo figlio Hairan, appartengono alla tribù Qirda, che fa parte della élite della popolazione nella città di Palmira.
Accanto al volto di ciascuna figura un'epigrafe in lingua palmirena recita il suo epitaffio.
Batmalkû (la madre):

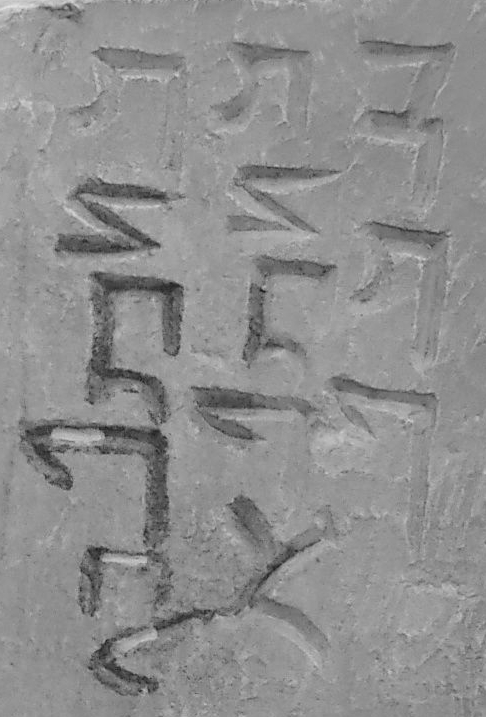
Epitaffio di Batmalku, epigrafe in lingua aramaica palmirena (btmlkw/bt ml'/ḥbl)

 è rappresentata a mezzo busto, vestita con un chitone alla moda greca; sulla testa porta un velo trattenuto da un diadema ed una forcina, fermato con un nodo stretto nella destra; il braccio sinistro è alzato a sostenere il volto con la mano, al polso un bracciale con una piccola campana.
La donna indossa diversi gioielli: un diadema, un fermaglio per fissare la tunica, orecchini, un bracciale, una collana, un anello, tutti colorati in oro.
Essa è rappresentata in posizione rigidamente frontale, i tratti sono stilizzati e leggermente incisi, l'espressione fissa e assorta, il busto è sporgente dal piano di fondo. Alcune asimmetrie del volto, che scompaiono guardando la lastra di tre quarti a sinistra, potrebbero essere correzioni prospettiche .
Il suo epitaffio recita:
'btmlkw/bt ml'/ḥbl'
Batmalkû figlia di Ml', ahimè
Il nome di Batmalkû è frequente nelle iscrizioni palmirene; una Batmalkû è citata in un'epigrafe della Tomba Ipogea dei Tre Fratelli .
Hairan (Erodiano, il figlio):

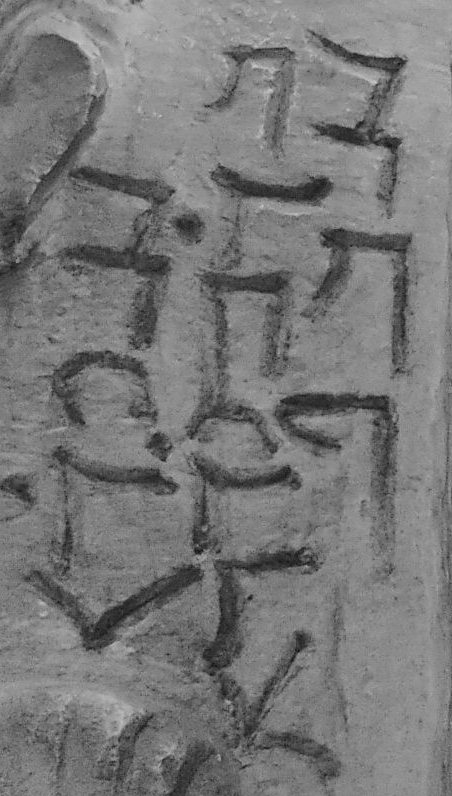
Epitaffio di Hairan epigrafe in lingua aramaica palmirena (ḥyrn/br qrd'/ḥbl)

 è rappresentato come un fanciullo in piedi dietro la spalla destra della madre, nel costume tradizionale partico, una tunica con ampi pantaloni lunghi e calzari ai piedi. Tiene tra le braccia un grappolo d'uva e un uccello (colomba o tortora, ma Pollak e Muñoz nel loro catalogo lo descrivono come un pappagallo), simboli entrambi dei giochi dell'età della fanciullezza.
Il suo epitaffio recita:
'ḥyrn/br qrd'/ḥbl'
ḥyrn/figlio di qrd'/ahimè
Il nome Hairan è molto frequente nell'onomastica palmirena; è il nome palmireno di Settimio Erodiano, figlio dei regnanti di Palmira, Zenobia e Settimio Odenato.

## Aspetti iconografici e stilistici, datazione
L'archeologo danese Harald Ingholdt nella sua ricerca sulla scultura di Palmira, ha suddiviso i ritratti funerari palmireni in tre gruppi distinti per periodo (nell'arco temporale che va dalle prime produzioni intorno al 50 a.d., fino al 273, fine del regno di Zenobia, nell'anno del saccheggio e della distruzione della città ad opera dell'imperatore Aureliano), sulla base di alcune caratteristiche principali dei ritratti (genere, professione e abbigliamento). La stele di  Batmalkû, per le sue caratteristiche, si colloca nel III periodo (dal 200 al 273 a.d).

## Estratto dalla genealogia (ipotetica) della famiglia Qirda[22]
In grassetto sono riportati i nomi dei due personaggi ritratti; la lettera f identifica i membri di sesso femminile; i numeri progressivi sotto i nomi indicano l'ordine progressivo dell'occorrenza del nome nelle generazioni all'interno della famiglia.
|         |                    |                                      |                                           |                                                                                            |                                                                                            |          |          |
|         |                    | QRD' capostipite =                   |                                           |                                                                                            |                                                                                            |          |          |
|         |                    |                                      |                                           |                                                                                            |                                                                                            |          |          |
|         |                    |                                      |                                           |                                                                                            |                                                                                            |          |          |
|         |                    | TYBWL 2                              |                                           |                                                                                            |                                                                                            |          |          |
|         |                    |                                      |                                           |                                                                                            |                                                                                            |          |          |
|         |                    |                                      |                                           |                                                                                            |                                                                                            |          |          |
|         |                    | YDY'Y 3                              |                                           |                                                                                            |                                                                                            |          |          |
|         |                    |                                      |                                           |                                                                                            |                                                                                            |          |          |
|         |                    |                                      |                                           |                                                                                            |                                                                                            |          |          |
|         | TYBWL 6 sp. f MRTY | TYBWL 6 sp. f MRTY                   | QRD' 7 sp. f BTMLKW bat (figlia) di Malkw | QRD' 7 sp. f BTMLKW bat (figlia) di Malkw                                                  |                                                                                            |          |          |
|         |                    |                                      |                                           |                                                                                            |                                                                                            |          |          |
|         |                    |                                      |                                           |                                                                                            |                                                                                            |          |          |
| YDY'Y 9 | YDY'Y 9            | ḤYRN 10 Hairan, muore ancora bambino | ḤYRN 10 Hairan, muore ancora bambino      | ḤYRN 11 Hairan, a questo terzo figlio i genitori danno lo stesso nome del fratello defunto | ḤYRN 11 Hairan, a questo terzo figlio i genitori danno lo stesso nome del fratello defunto | f BT' 12 | f BT' 12 |
|         |                    |                                      |                                           |                                                                                            |                                                                                            |          |          |
|         |                    |                                      |                                           |                                                                                            |                                                                                            |          |          |
| QRD' 13 |                    |                                      |                                           |                                                                                            |                                                                                            |          |          |
|         |                    |                                      |                                           |                                                                                            |                                                                                            |          |          |
|         |                    |                                      |                                           |                                                                                            |                                                                                            |          |          |
| ḤYRN 14 |                    |                                      |                                           |                                                                                            |                                                                                            |          |          |

## Presentazione della stele in diverse mostre
La stele è stata esposta in varie occasioni in Italia e all’estero:
- 18 settembre – 16 dicembre 2001, Paris, Centre Culturel du Panthéon,  Moi Zénobie, reine de Palmyre[23].
- 13 febbraio – 26 maggio 2002, Torino, Palazzo Bricherasio, Zenobia, il sogno di una regina d’oriente (la foto della stele appare sulla copertina del catalogo e sulla locandina della mostra)[24].
- 1 luglio – 3 ottobre 2017: Aquileia, Museo archeologico nazionale di Aquileia, Volti di Palmira ad Aquileia - Portraits of Palmyra in Aquilea, (anche in questo caso, la foto della stele è sulla copertina del catalogo e sulla locandina della mostra)[25].
- 21 dicembre 2017 - 4 maggio 2023: Roma, Museo delle civiltà, Aperti per lavori, Le collezioni del museo d’arte orientale “Giuseppe Tucci”[26][27].
- 20 aprile - 26 agosto 2018: Torino Museo d'arte orientale (Torino), ORIENTI. 7000 anni di arte asiatica dal Museo delle Civiltà di Roma[28][29].
- 4 maggio – 30 luglio 2023: Roma, Museo Nazionale Romano, Terme di Diocleziano, L’istante e l’eternità. Tra noi e gli antichi[30].
- 3 ottobre – 31 marzo 2024-2025: Roma, Museo delle civiltà, EUR_Asia, Roma, Museo delle Civiltà[31].